# Callopisma rufoviolacea
Callopisma rufoviolacea is een keversoort uit de familie glimwormen (Lampyridae). De wetenschappelijke naam van de soort werd voor het eerst geldig gepubliceerd in 2006 door Kazantsev.